# 28 дни
„28 дни“ (на английски: 28 Days) е американска трагикомедия от 2000 г. на режисьора Бети Томас, по сценарий на Сузана Грант. Във филма участват Сандра Бълок, Виго Мортенсен, Доминик Уест, Елизабет Пъркинс, Азура Скай, Стийв Бусеми и Даян Лад.